# La Môme Pissenlit
Pour plus de détails, voir Fiche technique et Distribution.
La Môme Pissenlit (Pusteblume) est un film ouest-allemand d'Adrian Hoven, sorti en 1974.

## Fiche technique
Sauf indication contraire, les informations mentionnées dans cette section peuvent être confirmées par la base de données cinématographiques IMDb,  présente dans la section « Liens externes ».
- Titre original allemand : Pusteblume ou Der wilde Blonde mit der heißen Maschine[1]
- Titre français : La Môme Pissenlit ou Love Torride ou Amours brûlantes ou Assassin sur commande[2]
- Réalisation : Adrian Hoven
- Scénario : Günter Vaessen
- Photographie : Robert Hofer
- Montage : Renate Engelmann
- Musique : Rolf Bauer
- Décors : René Mücke
- Maquillage : Fritz Havenstein
- Sociétés de production : City-Film GmbH (Berlin)
- Pays de production :  Allemagne de l'Ouest
- Langue originale : allemand
- Format : Couleurs - 1,66:1 - Son mono - 35 mm
- Genre : Érotique[2]
- Durée : 81 minutes (1 h 21[1])
- Date de sortie :
  - Allemagne de l'Ouest : 11 octobre 1974[1]
  - France : 3 mars 1976[2]

## Distribution
- Rutger Hauer : Rik
- Tilo von Berlepsch : Rosa
- Manú : Sara
- Herbert Übelmeßer : Bob
- Dagmar Lassander : Doren
- Shirley Corrigan : Elke